# Łady (gromada)
Łady – dawna gromada, czyli najmniejsza jednostka podziału terytorialnego Polskiej Rzeczypospolitej Ludowej w latach 1954–1972.
Gromady, z gromadzkimi radami narodowymi (GRN) jako organami władzy najniższego stopnia na wsi, funkcjonowały od reformy reorganizującej administrację wiejską przeprowadzonej jesienią 1954 do momentu ich zniesienia z dniem 1 stycznia 1973, tym samym wypierając organizację gminną w latach 1954–1972.
Gromadę Łady z siedzibą GRN w Ładach utworzono – jako jedną z 8759 gromad na obszarze Polski – w powiecie sochaczewskim w woj. warszawskim, na mocy uchwały nr VI/10/4/54 WRN w Warszawie z dnia 5 października 1954. W skład jednostki weszły obszary dotychczasowych gromad Arciechów, Arciechówek, Bieniew, Łady, Szory, Obory, Pieczyska Iłowskie, Pieczyska Łowickie, Uderz Nowy i Wola Ładowska ze zniesionej gminy Iłów w tymże powiecie. Dla gromady ustalono 10 członków gromadzkiej rady narodowej.
Gromadę zniesiono 31 grudnia 1959, a jej obszar włączono do gromady Iłów w tymże powiecie.